# Silene (anjergeslacht)
Silene is een geslacht met vele honderden soorten planten uit de anjerfamilie (Caryophyllaceae).

## Herkomst van de naam
Volgens diverse moderne auteurs is de naam afkomstig uit de Griekse mythologie: de begeleider van Dionysos heette Seilenos. Een andere verklaring is dat de naam afgeleid zou zijn van het Oudgriekse σίαλον (sialon), speeksel of mondschuim, ofwel omdat diverse soorten een kleverige stengel hebben (vandaar ook het Engelse "catchfly" = vliegenvanger), dan wel vanwege het schuim van cicaden dat dikwijls op de planten wordt aangetroffen. De naam werd al in de vierde eeuw v.Chr. gebruikt door Theophrastus. Matthias de l'Obel vermeldt dat in zijn Kruydtboeck, en Linnaeus schrijft het in zijn Hortus Cliffortianus.

## Systematiek
Silene groeide in de loop der tijd uit tot een geslacht met vele honderden soorten. Met de opkomst van de moleculaire fylogenie werd duidelijk dat de grenzen tussen de nauw verwante geslachten Silene, Lychnis, Melandrium en enkele andere, niet op de op dat moment bestaande manier houdbaar waren. Een mogelijke oplossing was om dan de geslachten samen te voegen tot één groot geslacht. De namen Silene en Lychnis zijn exact even oud, en bij het samenvoegen van de geslachten, moet dan een arbitraire keuze voor een van de twee namen gemaakt worden. De ICN schrijft voor dat de eerste auteur die die keuze maakt, gevolgd moet worden. In 1771 had Giovanni Antonio Scopoli die keus als eerste gemaakt, en daarbij de naam Lychnis gebruikt. De consequentie daarvan was dat voor vele honderden namen in Silene nu een nieuwe combinatie zou moeten worden gemaakt in Lychnis, tot op dat moment een geslacht met hooguit 15 soorten. In 1992 diende Richard Rabeler daarom een voorstel in om de naam Silene te conserveren tegenover Lychnis. De naam Silene is inmiddels als nomen conservandum opgenomen in Appendix III, E(2) van de ICN Shenzhen Code (2018). Als Silene anglica, de typesoort van Silene, en Lychnis chalcedonica, de typesoort van Lychnis, beide in hetzelfde geslacht worden geplaatst, wat inmiddels een gangbare opvatting is, dan krijgt dat geslacht dus de naam Silene. 

## Soorten
In de Benelux komen de volgende vertegenwoordigers voor:
- Avondkoekoeksbloem (S. latifolia subsp. alba)
- Besanjelier (S. baccifera)
- Blaassilene (S. vulgaris)
- Dagkoekoeksbloem (S. dioica)
- Echte koekoeksbloem (S. flos-cuculi)
- Franse silene (S. gallica)
- Gaffelsilene (S. dichotomata), tuinplant, soms verwilderd
- Hemelroosje (S. coeli-rosa), tuinplant, soms verwilderd
- Kegelsilene (S. conica)
- Nachtkoekoeksbloem (S. noctiflora)
- Nachtsilene (S. nutans)
- Oorsilene (S. otites)
- Pekbloem (S. armeria), tuinplant, vaak verwilderd
- Prikneus (S. coronaria), tuinplant, soms verwilderd
- Rode pekanjer (S. viscaria), tuinplant, soms verwilderd

Enkele andere soorten:
- Silene acaulis (stengelloze silene), in Noord-Europa en hooggebergten van Midden-Europa
- Silene uniflora, op IJsland en langs de Atlantische en Oostzeekust van Noordwest-Europa
- Silene stenophylla, in Noordoost-Azië